# Les Révoltés de la Bounty (nouvelle)
Pour les articles homonymes, voir Les Révoltés du Bounty.
Les Révoltés de la Bounty est une nouvelle de Jules Verne, parue en 1879 avec Les Cinq Cents Millions de la Bégum dans la collection des Voyages extraordinaires publiée chez l'éditeur Jules Hetzel.
Le récit est fondé sur les annales maritimes britanniques relatives à la mutinerie qui s'était déroulée à bord de la Bounty en 1789.

## Résumé
Verne commence in medias res par la prise du navire par les mutins et l'abandon du capitaine, William Bligh, avec un certain nombre de membres d'équipage et du matériel de navigation. Bligh réussit à atteindre Timor à 6 710 kilomètres de son point de départ, en quarante-sept jours, à bord d'une petite embarcation surpeuplée. La nouvelle consacre les deux derniers chapitres au bilan de la mutinerie et un aperçu de la colonie de Pitcairn, fondée par Fletcher Christian, une poignée d'Anglais et de Tahitiens.

## Particularités de l'œuvre
Le texte original est l'œuvre de Gabriel Marcel (1843-1909), géographe de la Bibliothèque nationale, que Jules Verne connaissait bien, car en 1878, les deux hommes avaient publié ensemble un ouvrage de vulgarisation intitulé Les Grands Navigateurs du XVIIIe siècle. Jules Verne a relu et corrigé le manuscrit de Marcel dont il avait acquis les droits pour trois cents francs. 
Verne a pris quelques libertés avec les faits, inventant le personnage de Bob et rangeant parmi les mutins des hommes d'équipage qui étaient en fait dans la chaloupe. 

## Liste des personnages
Les mutins
- John Adams
- Fletcher Christian, le second de la Bounty
- Young, midshipman
- Bob[1]
- Churchill
- John Smith, le philosophe de la bande[2]
- Thompson
- Morrison

Les otages
- Peter Heywood, midshipman (aspirant de marine)
- Stewart, le maître d'équipage[3]

Les membres de l'équipage abandonnés par les mutins
- Le capitaine William Bligh, marin expérimenté mais un peu rude
- Fryer, Hallett, Thomas Hayward, officiers restés fidèles au capitaine Bligh
- Birket, Millward, Muspratt : hommes d'équipage
- Purcell : charpentier
- Bancroft : matelot, lapidé par les indigènes de Tofoa[4]

Autres personnages
- Capitaine Staines : découvre les survivants de la mutinerie sur l'île de Pitcairn
- Révérend George Nobbs : nommé pasteur sur Pitcairn à la mort de John Adams, le dernier survivant des mutins
- Péno : chef tahitien
- Tippao : roi de Matavaï

## Autres œuvres sur la mutinerie de laBounty
D'autres œuvres ont été écrites sur le sujet :
- L'Île, de Robert Merle
- L'Île, ou Christian et ses compagnons, poème de Lord Byron
- Les Révoltés de la Bounty, de Charles Nordhoff et James Norman Hall